# Piotr (kardynał S. Maria in Portico)
Piotr (zm. w 1145) – kardynał.

## Życiorys
Nominację kardynalską, z tytułem diakona S. Maria in Portico uzyskał od Innocentego II najpóźniej 20 września 1141. Podpisywał bulle papieskie datowane między 7 listopada 1141 a 17 maja 1145. Zmarł między majem a wrześniem 1145.